# Asociación de Publicaciones Académicas de Acceso Abierto
La Asociación de publicaciones académicas de acceso abierto (OASPA) es una asociación empresarial creada en 2008, cuyo objetivo es promover la publicación de acceso abierto (también conocida como Gold Open Access) y establecer un mejor ejercicio del campo. Dicha asociación reúne a los principales editores de acceso abierto y a editores independientes. Si bien su enfoque original se dirigía exclusivamente a revistas de acceso abierto, ahora sus actividades se están expandiendo para incluir cuestiones relativas a la publicación de acceso abierto de libros.

## Historia
Con el crecimiento del movimiento de acceso abierto, las interacciones entre diferentes editores de acceso abierto se vieron reforzadas, al haber éstos coincidido en muchas conferencias comerciales o científicas, talleres o eventos similares. Sin embargo, la publicación de acceso abierto y sus peculiaridades con respecto a la edición tradicional o de comunicación académica estuvo rara vez en el centro de estas reuniones, lo que hizo necesaria la creación de un foro dedicado a ello. Con la intención de facilitar tal tarea, OASPA fue lanzado el 14 de octubre de 2008 en una "Jornada de Puertas Abiertas" celebrada en Londres y organizada por el Wellcome Trust. Dentro de sus miembros fundadores se encuentran BioMed Central, Biblioteca Pública de Ciencias y el Journal of Medical Internet Research. 
El objetivo de la asociación es apoyar y representar los intereses de los editores de acceso abierto a nivel mundial en todas las disciplinas científicas, técnicas y académicas, y abogar por el Gold Open Access en general. Con tal fin, OASPA proporciona un foro para el intercambio profesional en materia de publicación de acceso abierto en contextos académicos, impulsa las actividades de normalización y de divulgación, identifica y promueve las mejores prácticas para las comunicaciones científicas de acceso abierto, y apoya el desarrollo continuo de negocios y modelos de publicación viables.

## Alcance e impacto
OASPA organiza una conferencia anual sobre "Publicaciones de Acceso Abierto Académicas" dedicada a la publicación académica de acceso abierto. La conferencia abarca todo el espectro de publicaciones de acceso abierto, incluyendo modelos de negocio, plataformas de publicación, revisión por pares y canales de distribución.
OASPA anima a los editores a utilizar Licencias Creative Commons, en particular las licencias "Creative Commons Atribución",  que están en consonancia con la mayoría de las definiciones de "abierto", por ejemplo, la de la Open Knowledge Foundation.  La organización también se compromete más allá del Gold Open Access, por ejemplo, con el libre acceso a trabajos académicos que han obtenido un Premio Nobel.

## Críticas
Las críticas se ha centrado en el papel que la asociación dice desempeñar. Ésta dice ser "el sello de calidad para la publicación de acceso abierto" y dicha afirmación parece contradecir la aplicación de los criterios de adhesión de la misma. Dentro del contexto del debate aún vigente sobre los relativos méritos de Green Open Acess frente a Gold Open Access, OASPA ha sido criticada por promocionar Gold OA a costa de Green OA. 